# Comunità ebraica di Urbino

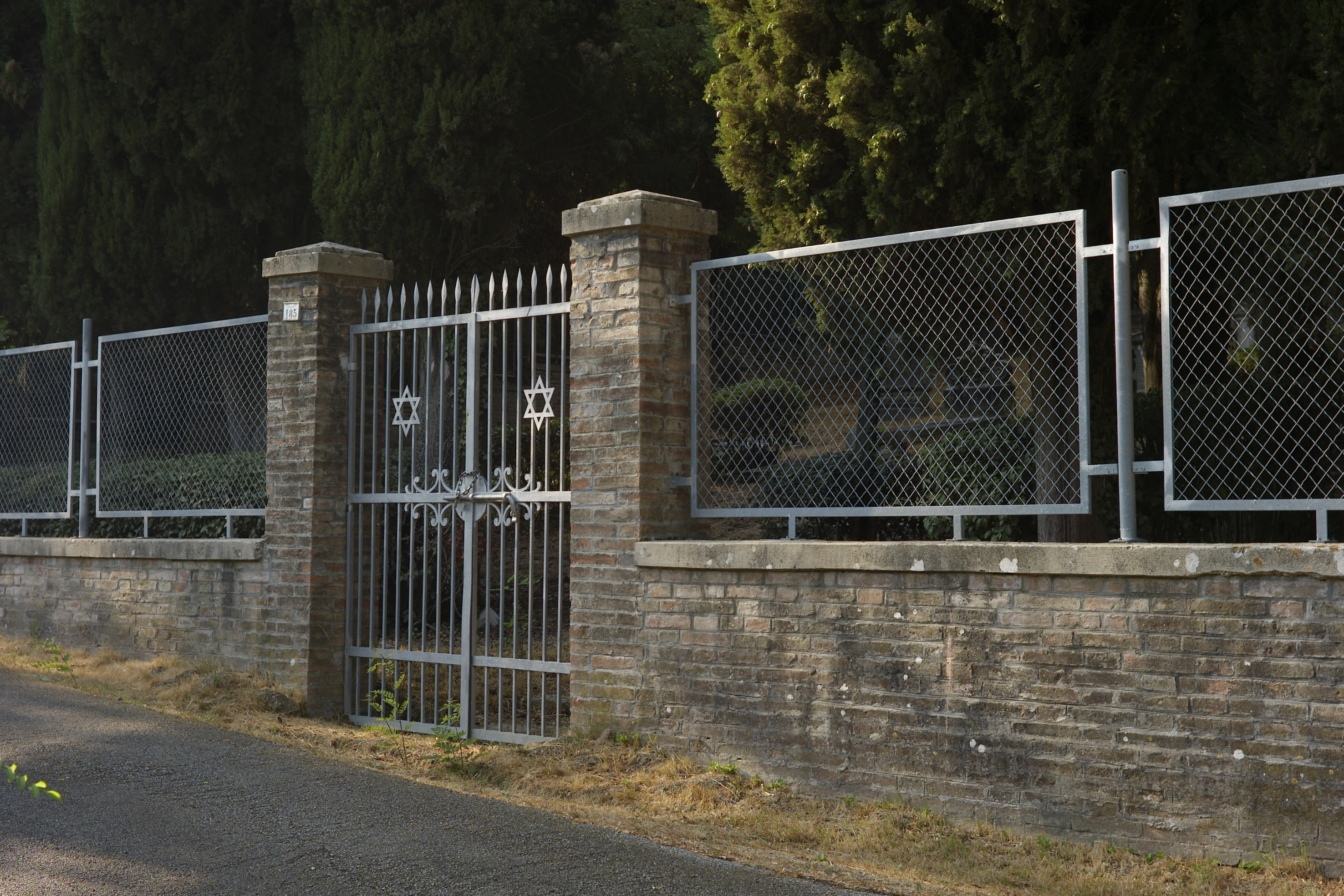
L'ingresso del cimitero

La comunità ebraica di Urbino è stata una delle più antiche ed importanti d'Italia.
Oggi costituisce una sezione della comunità ebraica di Ancona.

## Storia
Federico da Montefeltro (1444-1482) si distinse per la sua politica liberale nei confronti degli ebrei che invitò a stabilirsi entro i confini del Ducato per impiantarvi commerci. Oltre che ad Urbino, nacquero allora altre fiorenti comunità ebraiche nelle terre dei Montefeltro, a Gubbio, Cagli, Fano, Sant'Angelo in Vado. Le comunità israelitiche del Ducato gestivano i banchi dei prestiti, i commerci delle spezie e delle materie prime soprattutto quelle provenienti dall'oriente; erano addetti al commercio e alla tintura della stoffa e della lana nonché ai lavori di oreficeria e alla delicata transazione delle pietre preziose. Alcuni ebrei sedevano anche a corte come consiglieri del Duca per le questioni finanziarie e commerciali. La comunità ebraica crebbe così numerosa da costituire, alla fine del XV secolo, quasi un terzo della popolazione cittadina di Urbino. L'edificio della sinagoga, che si trovava nell'odierna via Veterani (già via dei Merciari), è ancor oggi identificabile.
Questa sinagoga conteneva l'aròn più antico di cui ancora oggi si abbia notizia; nel 1633, dopo l'istituzione del ghetto e conseguente trasferimento della sinagoga, questo venne portato a New York, dove ancora oggi è conservato ed è possibile ammirarlo al Jewish Museum. 
Eccezionale documento del periodo è la predella dipinta da Paolo Uccello tra il 1467 e il 1468 per conto della Confraternita del Corpus Domini nella quale si narra, in sei episodi, la presunta Desacrazione dell'ostia da parte di una famiglia di ebrei urbinati e la loro immediata punizione e condanna al rogo. La predella costituisce la parte inferiore della pala di Giusto di Gand, raffigurante La comunione degli Apostoli, alla presenza del duca Federico da Montefeltro, della sua famiglia e della sua corte (tra cui si identifica anche il dotto ebreo convertito Isacco). L'opera è oggi esposta alla Galleria Nazionale delle Marche, all'interno del Palazzo Ducale di Urbino. Il tema (che appartiene ai motivi ricorrenti dell'antigiudaismo medievale) e la crudezza della scena del supplizio al rogo (che tra i colpevoli include donne e bambini, ma non si estende all'intera comunità urbinate) intendono rassicurare la Chiesa e il Papa - di cui Federico è forte alleato -  sulle ferme intenzioni del Duca e sulla sua inflessibilità di difensore della fede, ma paradossalmente si rivolgono alla stessa comunità ebraica sulla protezione loro accordata a chi viva "secondo le regole".
La situazione di tolleranza e prosperità proseguì anche nel periodo di Guidobaldo ma cambiò radicalmente nel corso del XVI secolo quando il ducato iniziò a gravitare nell'orbita pontificia e ancor più nel XVII secolo, dopo l'annessione del Ducato allo Stato Pontificio avvenuta nel 1631 per mancanza di eredi maschi. Fu allora istituito il ghetto (attorno alla via Stretta), che rimase in vigore (con il solo breve intervallo dell'occupazione napoleonica) fino al 1861, quando Urbino fu annessa allo Stato italiano e le leggi di emancipazione furono estese agli ebrei urbinati. Al periodo del ghetto risale la costruzione della nuova sinagoga di via Stretta, completata negli anni 1633-1634 e  rinnovata in stile neoclassico dopo il terremoto del 1848. Come tutte le sinagoghe di ghetto, nulla ne tradisce la presenza dall'esterno, mentre l'interno è riccamente decorato, preservando gli arredi originari. Di notevole interesse è anche il cimitero ebraico che si trova a circa tre chilometri dalla città, sul Monte degli ebrei, in località Gadana, e nel quale si conservano anche le lapidi di un cimitero più antico che doveva trovarsi nella stessa zona.